# Fluido transcelular
El fluido transcelular es la porción del total del agua corporal contenido dentro de los espacios epiteliales. Es el componente más reducido del fluido extracelular, que también incluye el líquido intersticial y el plasma sanguíneo. Normalmente no se calcula como una fracción del fluido extracelular, pero está entre el 2,5% del total del agua corporal. Ejemplos de este fluido son el líquido cefalorraquídeo, el humor acuoso, el fluido sinovial y la orina.

## Composición
Debido a la variable localización del fluido transcelular, la composición cambia drásticamente. Muchos de los electrolitos presentes en el fluido extracelular son iones de sodio, iones de cloro e iones de bicarbonato.

## Función fisiológica
Hay también una gran variedad de funciones del líquido transcelular. Por ejemplo, en las articulaciones realiza una función de lubrificación, mientras que la orina permite la eliminación de los electrolitos y las moléculas del cuerpo.
- Datos: Q6142972